# Dani (film, 2012)
Pour les articles homonymes, voir Dani.
 Pour plus de détails, voir Fiche technique et Distribution
Dani est un vidéofilm pornographique américain de 2012 réalisé par les studios Club 59 et distribué par Elegant Angel.
Le film est centré sur l'homosexualité de Dani Daniels.
En 2013, lors du 30e AVN Awards Show, le film remporte la catégorie du « Meilleur film Lesbien » (Best All-Girl Release) et est nommé dans la catégorie « Film de l'année » (Movie of the Year). À cette même édition des AVN Awards, Dani Daniels est nommée en tant que « Meilleure nouvelle starlette » (Best New Starlet).

## Fiche technique
- Titre : Dani
- Réalisateur : Mason
- Scénaristes :
- Langue : Anglais
- Pays :  États-Unis
- Format : Couleur
- Durée : 180 min
- Classification :
- Genre : Adulte
- Producteur : Club 59
- Distributeur : Elegant Angel
- Lieu de tournage :  États-Unis
- Date de sortie : 25 mai 2012  États-Unis

## Distribution
Le nom de l'actrice est suivi de son âge lors du tournage.
- scène 1 : Dani Daniels (22 ans), Georgia Jones (24 ans)
- scène 2 : Dani Daniels, Holly Michaels (21 ans)
- scène 3 : Dani Daniels, Skin Diamond (25 ans)
- scène 4 : Dani Daniels, Veronica Avluv (39 ans)

## Distinctions
Récompense
- 2013 AVN Award - Best All-Girl Release

Nomination
- 2013 AVN Award - Movie of the Year